# Amersham Town F.C.
Amersham Town FC là một câu lạc bộ bóng đá có trụ sở tại Amersham, Buckinghamshire, Anh. Câu lạc bộ hiện đang chơi ở Spartan South Midlands League Division One và có sân nhà tại Spratleys Meadow.

## Thành tích
- Hellenic League
  - Nhà vô địch Premier Division mùa giải 1963–64[1]
  - Nhà vô địch Division One mùa giải 1962–63[1]
  - Nhà vô địch League Cup mùa giải 1953–54[2]
- Wycombe and District Combination League
  - Nhà vô địch các mùa giải  1902–03, 1919–20, 1920–21[1]
- Berks & Bucks Junior Cup
  - Nhà vô địch mùa giải 1922–23[2]
- Wycombe Challenge Cup
  - Nhà vô địch mùa giải 1923–24[2]
- St Mary's Cup
  - Nhà vô địch mùa giải 1990–91[2]